# Přístrojová kvalifikace
Přístrojová kvalifikace (anglicky: Instrument Rating) opravňuje jejího držitele k řízení letadla za podmínek letu podle přístrojů (IFR - Instrument Flight Rules). Rozšiřuje pilotní licenci soukromého (PPL), obchodního (CPL) nebo dopravního pilota (ATPL) o možnost létat za zhoršených meteorologických podmínek IMC (Instrument meteorological conditions, přístrojové meteorologické podmínky), kdy ke kontrole polohy letadla a navigaci využívá přístrojové vybavení letadla (umělý horizont, radionavigační prostředky, údaje o rychlosti, vertikální rychlosti, ad.). Pro lety za VMC (Visual meteorological conditions, vizuální meteorologické podmínky) není IR potřeba, let je prováděn podle pravidel pro let za viditelnosti země (VFR - Visual Flight Rules) a ke kontrole polohy letadla a navigaci se používá přirozený horizont a srovnávací navigace, tj. srovnání mapy a krajiny pohledem z okna.
Předpokladem pro IR je:
- alespoň licence PPL v odpovídající kategorii a kvalifikaci Noční VFR (Night VFR) nebo ATPL v jiné kategorii
- CPL v odpovídající kategorii
- absolvování schváleného kurzu teoretické přípravy ve schválené výcvikové organizaci
- absolvování teoretických zkoušek na Úřadě pro civilní letectví v předmětech: letecký zákon; všeobecné znalosti letadla – přístrojové vybavení; plánování letu a monitorování; lidská výkonnost; meteorologie; radionavigace; spojení IFR
- absolvování zkoušky dovednosti v předepsaném rozsahu

Žadatel o kvalifikaci IR musí mít jako velitel letadla (PIC - Pilot In Command) nalétáno minimálně 50 hodin na přeletech.